# Раджшахи
Раджшахи (на бенгалски: রাজশাহী) е една от 8-те разделение на Бангладеш. Населението ѝ е 20 412 000 жители (по изчисления от март 2016 г.), а площта 18 174,4 кв. км. Намира се в часова зона UTC+6 в северозападната част на страната. Административен център е град Раджшахи, който се намира на 4 часа по шосе от столицата Дака.